# Guépard royal
Pour les articles homonymes, voir Guépard (homonymie).

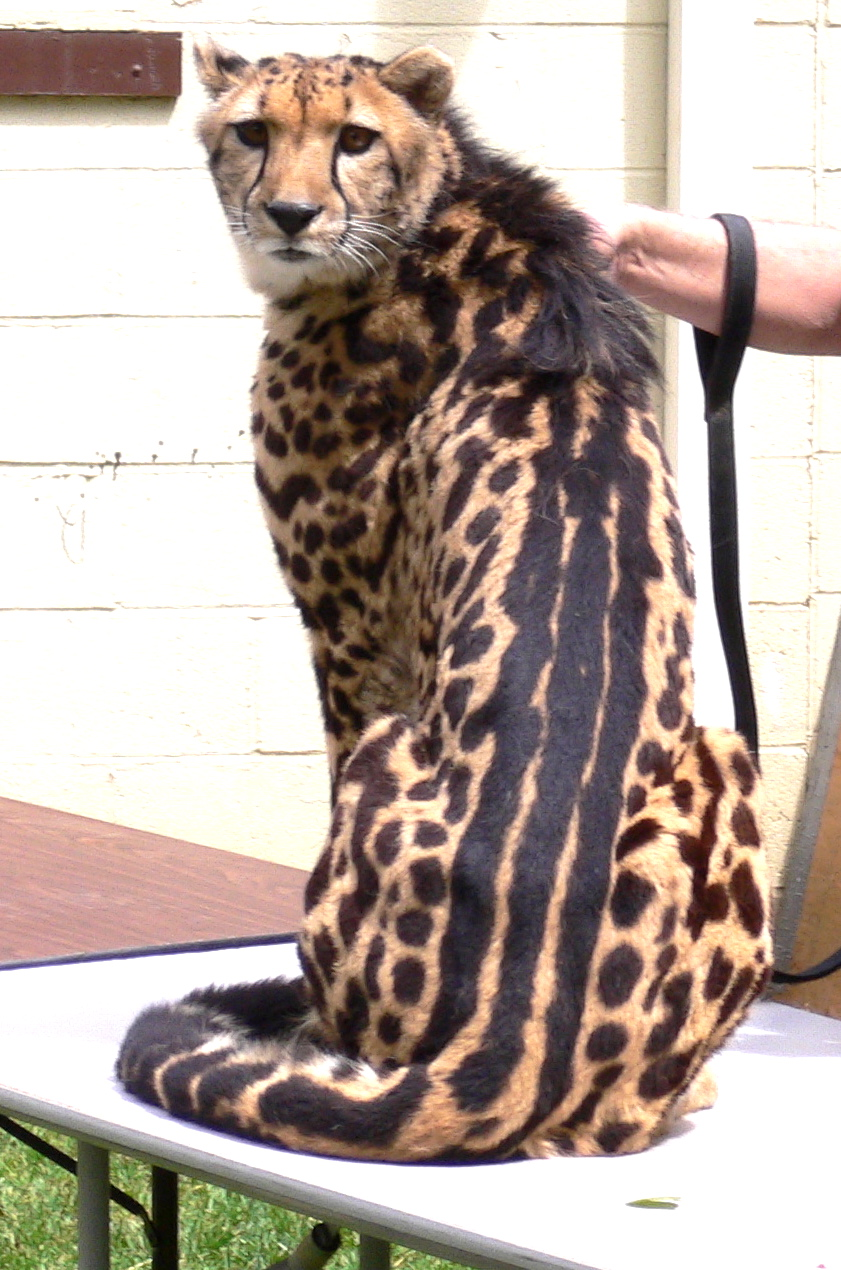
Un guépard royal de dos.

Le guépard royal (Acinonyx jubatus f. rex) est parfois considéré comme une sous-espèce, mais il s'agit d'une simple forme qui résulterait d'une mutation récessive. Si deux guépards accouplés possèdent l'allèle muté, un quart de leur progéniture peut devenir des guépards royaux. En effet, il peut apparaître dans une portée de guépards normaux. C'est pourquoi il n'est pas considéré comme une sous-espèce. Le guépard royal tient son pelage à une variation génétique souvent appelée pseudo-mélanisme, proche des variations qui touchent d'autres félins comme le tigre blanc et la panthère noire. Il se rencontre dans les zones les plus boisées d'un petit secteur de l'Afrique du Sud et au Zimbabwe.
Son aspect est différent de celui des autres guépards : ses taches sont nettement plus grandes et forment des lignes par endroits, avec trois bandes noires sur le dos se prolongeant de la tête à la queue. Sa fourrure est plus longue que celle d'un guépard sans mutation. Ce pelage, marbré plutôt que moucheté, semble lui assurer un excellent camouflage dans le miombo – plateau recouvert par une forêt caducifoliée entrecoupée de vastes dépressions herbeuses humides et caractérisé par la prédominance d'arbres des genres Brachystegia, Julbernardia et Isoberlinia – du Botswana et du Zimbabwe. Ce milieu boisé lui donne un avantage conséquent par rapport aux autres guépards dit "classiques", qui eux sont plus clairs donc plus voyants. 
Le premier enregistrement de guépard royal se fit en 1927 par le zoologiste britannique Reginald Innes Pocock au Zimbabwe mais la première photographie de l'animal est prise en 1975. Le nombre de guépard royal est estimé à une trentaine de spécimen en 2016.

## Référence
1. ↑  « Guépard royal », sur feline-world.e-monsite.com (consulté le 1er mars 2021)
2. ↑  (en) Rudi J. van Aarde et Ann van Dyk, « Inheritance of the king coat colour pattern in cheetahs Acinonyx jubatus », Journal of Zoology, Zoological Society of London, vol. 209, no 4,‎ août 1986, p. 573-578 (DOI 10.1111/j.1469-7998.1986.tb03612.x, lire en ligne, consulté le 9 mai 2019).
3. ↑  « Anatomie », sur Les Guepards (consulté le 1er mars 2021)
4. ↑  (en-US) « What Is The King Cheetah? », sur WorldAtlas (consulté le 1er mars 2021)